# Lao Ma
Lao Ma es un personaje ficticio de la serie de televisión Xena: la princesa guerrera. Está interpretado por la actriz estadounidense Jacqueline Kim.  Lao Ma es presentada en la serie en el episodio de dos partes La deuda. En el primero de ellos (La deuda I), Xena le narra a Gabrielle, lo que le ocurrió diez años antes. El personaje es descrito siguiendo el arquetipo de madre buena.
A pesar de aparecer en solamente dos episodios, Lao Ma es una figura muy importante en la historia de Xena. Fue una de las personas, junto a M'Lila, Hércules y Gabrielle, que redimieron a Xena y la alejaron del mal. Lao Ma logró esto de dos formas: mostrando compasión y amor, sentimientos que Xena había abandonado hacía tiempo, y enseñando a Xena como aprovechar su poder interior.
Sin embargo, aunque Lao Ma reconocía enseguida el carácter de las personas, subestimó la maldad de Xena. Entonces, Xena se rebeló contra su pureza y trató de matarla. Las enseñanzas de Lao Ma no hicieron efecto en Xena hasta mucho tiempo después.